# TVP Sport
TVP Sport è un canale televisivo polacco appartenente alla TVP. È nato il 18 novembre 2006. Trasmette contenuti generalistici con il formato di 16:9.